# منتخب النرويج لكرة اليد للسيدات
منتخب النرويج لكرة اليد للسيدات هو الممثل الرسمي لدولة النرويج في رياضة كرة اليد. شارك في بطولة العالم لكرة اليد للسيدات 19 مرة وكانت المشاركة الأولى في سنة 1971، كان أفضل مركز له فيها هو الأول. شارك في كرة اليد في الألعاب الأولمبية الصيفية 7 مرات وكانت المشاركة الأولى في سنة 1988. شارك في بطولة أوروبا لكرة اليد للسيدات 12 مرة وكانت المشاركة الأولى في سنة 1994، كان أفضل مركز له فيها هو الأول.